# Galaïco-portugais
Le galaïco-portugais, gallego-portugais,, gallaïco-portugais ou  galégo-portugais, est la langue romane issue du latin vulgaire du Nord-Ouest de la péninsule Ibérique, au cours de la Reconquête vers le sud. Le portugais et le galicien sont les deux langues issues du galaïco-portugais. Aux XIIIe et XIVe siècles, ce fut une langue de prestige du lyrisme médiéval européen.
Certains linguistes militants distinguent le galaïco-portugais, langue romane morte, du galégo-portugais, qui serait un sous-groupe linguistique (diasystème) ibéro-roman rassemblant le portugais et le galicien, préconisé, depuis la fin du XXe siècle, par les réintégrationnistes comme évolution normative de la langue de la communauté autonome de Galice, au motif que le galicien a plus de chances de survivre en « ré-intégrant » ses liens historiques avec le portugais ; le handicap majeur de cette évolution vers le monde lusophone, même si elle apparaît justifiée d'un point de vue linguistique, est d’être peu acceptée par les locuteurs du galicien contemporain.

## Formation
Le latin parlé au Moyen Âge dans le Nord-Ouest de la péninsule ibérique de l'ancienne province romaine de Gallaecia (en français Gallécie) acquiert une physionomie qui le différencie des langues parlées par les Léonais, les Castillans et les populations mozarabes du sud.

## Une langue de troubadours
Dans sa forme écrite le galaïco-portugais est pendant deux siècles, les XIIIe et XIVe siècles, une langue de prestige, la langue du lyrisme et de la poésie avec des adeptes dans les royaumes chrétiens de la péninsule ibérique, en Provence et au Nord de l'Italie.
La cantiga est la forme typique des chansons de la littérature galaïco-portugaise, les Cantigas de Santa Maria, attribuées à  Alphonse X le Sage, sont écrites à la cour de Castille, le galaïco-portugais est la langue de divertissement de la cour.
Outre les Cantigas de Santa Maria, les principaux textes en galaïco-portugais proviennent de trois recueils, le Cancioneiro Colocci-Brancuti conservé depuis 1924 à la Bibliothèque nationale de Lisbonne, le Cancioneiro da Vaticana de la Bibliothèque apostolique vaticane à Rome et le Cancioneiro da Ajuda de la bibliothèque du palais royal de Ajuda au Portugal.